# Radosław Koszewski
Radosław  Piotr  Koszewski (ur. 1972) – polski ekonomista, profesor nadzwyczajny Politechniki Warszawskiej. 

## Życiorys
W latach 1991–1997 studiował handel zagraniczny na Uniwersytecie Gdańskim. W latach 1993–1994 odbył również studia na Wirtschaftsuniversität w Wiedniu. Po obronie pracy magisterskiej w 1997 r. został asystentem w Zakładzie Transportu Międzynarodowego i Spedycji Wydziału Ekonomicznego UG. W tym samym czasie w latach 1997–1998 był asystentem w Chair of Marketing na Central Connecticut State University, USA. Absolwent IESE Business School (IFDP–2002). 
W roku 2002 uzyskał stopień naukowy doktora, a w dniu 14 listopada 2012 roku uzyskał stopień naukowy doktora habilitowanego, gdzie pracował jako profesor na Wydziale Ekonomicznym w Zakładzie Transportu Międzynarodowego i Spedycji Instytutu Handlu Zagranicznego Uniwersytetu Gdańskiego. Od 2015 roku jest kierownikiem Zakładu Polityki Społeczno-Gospodarczej Politechniki Warszawskiej.
W latach 2006–2022 prof. Koszewski był dyrektorem Executive Education Center IESE Business School w Polsce. Jest założycielem Queen Hedvig Academy, która organizuje programy i prowadzi seminaria z executive education od 1996 roku, a także fundatorem Fundacji Queen Hedvig Scholarship.

## Nagrody i wyróżnienia
- 2008 – Nagroda Zespołowa II Stopnia Rektora Akademii Ekonomicznej w Poznaniu za książkę „Handel zagraniczny – poradnik dla praktyków”
- 2003 – Nagroda Rektora Uniwersytetu Gdańskiego za pracę doktorską
- 1996 – Nagroda Rektora Uniwersytetu Gdańskiego za wyniki w nauce